# 33746 Сомбарт
33746 Сомбарт (33746 Sombart) — астероїд головного поясу, відкритий 17 липня 1999 року.
Тіссеранів параметр щодо Юпітера — 3,127.